# Aya Miyama

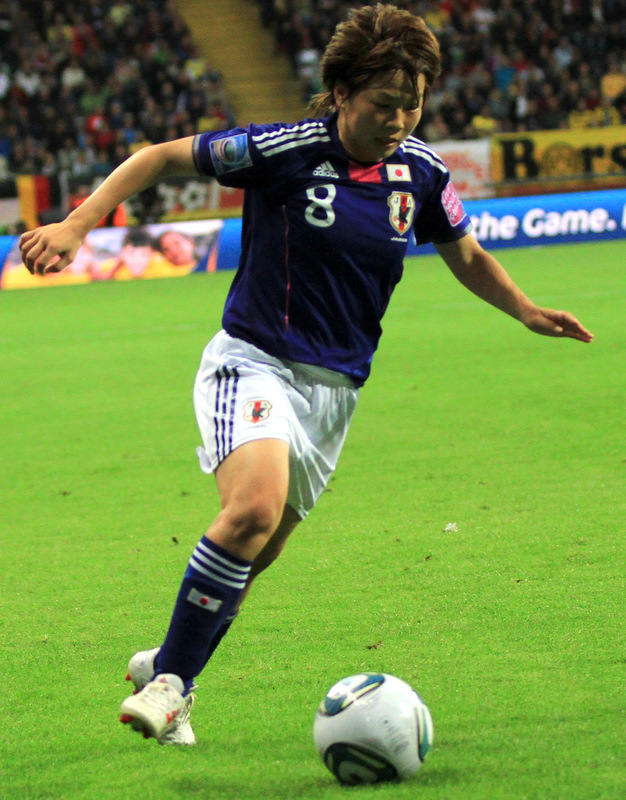
Aya Miyama 2011.

Aya Miyama, född 28 januari 1985 i Oamishirasato, Chiba, är en japansk fotbollsspelare. 
Miayama spelar i Japans landslag och var med i truppen som tog OS-silver i damfotbollsturneringen vid de olympiska fotbollsturneringarna 2012 i London. Vid VM 2015 var hon med i truppen som tog VM-silver och efter mästerskapets slut utsåg FIFA henne till turneringens tredje bästa spelare och hon mottog därför utmärkelsen Bronsbollen.